# Saint-Romain-en-Gier
Saint-Romain-en-Gier település Franciaországban, Rhône megyében. Lakosainak száma 598 fő (2022. január 1.). Saint-Romain-en-Gier Dargoire, Tartaras, Échalas, Givors, Trèves és Beauvallon községekkel határos.

## Népesség
A település népessége az elmúlt években az alábbi módon változott:
| Lakosok száma | 538  | 573  | 586  | 579  | 583  | 590  | 596  | 600  | 598  |
|               | 2013 | 2015 | 2016 | 2017 | 2018 | 2019 | 2020 | 2021 | 2022 |